# Deutsche Feldhandball-Meisterschaft der Frauen 1935/36
Die Deutsche Feldhandball-Meisterschaft der Frauen 1935/36 war die dritte vom Deutschen Reichsausschuss für Leibesübungen (DRL) organisierte deutsche Feldhandball-Meisterschaft der Frauen. Die diesjährige Meisterschaft fand erneut im K.-o.-System zwischen den Meistern der 16 Gauligen statt. Das am 28. Juni 1936 in Dortmund ausgetragene Finale gewann der SC Charlottenburg mit 6:5 gegen den Finalist der letzten beiden Jahre, VfR Mannheim, und wurde somit erstmals deutscher Handballmeister der Frauen.

## Teilnehmer an der Endrunde
| Verein                 | Qualifiziert als                           |
| ---------------------- | ------------------------------------------ |
| SpVgg ASCO Königsberg  | Meister der Gauliga I Ostpreußen           |
| SC Preußen Stettin     | Meister der Gauliga II Pommern             |
| SC Charlottenburg      | Meister der Gauliga III Berlin-Brandenburg |
| SV Stabelwitz Breslau  | Meister der Gauliga IV Schlesien           |
| Polizei-SV Dresden     | Meister der Gauliga V Sachsen              |
| Magdeburger Frauen-SC  | Meister der Gauliga VI Mitte               |
| Eimsbütteler TV        | Meister der Gauliga VII Nordmark           |
| VfL Germania Leer      | Meister der Gauliga VIII Niedersachsen     |
| Dortmunder SC 95       | Meister der Gauliga IX Westfalen           |
| TV Oppum               | Meister der Gauliga X Niederrhein          |
| Kölner BC 01           | Meister der Gauliga XI Mittelrhein         |
| TG Hanau               | Meister der Gauliga XII Hessen             |
| SG Eintracht Frankfurt | Meister der Gauliga XIII Südwest           |
| VfR Mannheim           | Meister der Gauliga XIV Baden              |
| TV Bad Cannstatt       | Meister der Gauliga XV Württemberg         |
| SpVgg Fürth            | Meister der Gauliga XVI Bayern             |

## Ausscheidungsrunde
| Datum       |                       | Ergebnis  | !Ort                                    |
| ----------- | --------------------- | --------- | --------------------------------------- |
| 2. Mai 1936 | SC Charlottenburg     | 4:0       | SpVgg ASCO Königsberg \|\|Berlin        |
| 2. Mai 1936 | Polizei-SV Dresden    | -:- a     | SV Stabelwitz Breslau \|\|Dresden       |
| 2. Mai 1936 | Magdeburger Frauen-SC | 7:1       | SC Preußen Stettin \|\|Magdeburg        |
| 2. Mai 1936 | VfL Germania Leer     | 3:2 n. V. | Dortmunder SC 95 \|\|Leer               |
| 2. Mai 1936 | TV Oppum              | 3:10      | Eimsbütteler TV \|\|Mülheim an der Ruhr |
| 2. Mai 1936 | Kölner BC 01          | 2:7       | SG Eintracht Frankfurt \|\|Köln         |
| 2. Mai 1936 | SpVgg Fürth           | 6:3       | TV Bad Cannstatt \|\|Fürth              |
| 2. Mai 1936 | TG Hanau              | 2:9       | VfR Mannheim \|\|Hanau                  |

## Zwischenrunde
| Datum        |                        | Ergebnis |                       |
| ------------ | ---------------------- | -------- | --------------------- |
| 16. Mai 1936 | SC Charlottenburg      | 07:3     | Polizei-SV Dresden    |
| 16. Mai 1936 | Eimsbütteler TV        | 14:1     | VfL Germania Leer     |
| 16. Mai 1936 | SG Eintracht Frankfurt | 05:1     | Magdeburger Frauen-SC |
| 16. Mai 1936 | VfR Mannheim           | 08:2     | SpVgg Fürth           |

## Halbfinale
|                   | Ergebnis |                        |
| ----------------- | -------- | ---------------------- |
| SC Charlottenburg | 5:2      | Eimsbütteler TV        |
| VfR Mannheim      | 1:0      | SG Eintracht Frankfurt |

## Finale
| Datum         |                   | Ergebnis | !Ort                      |
| ------------- | ----------------- | -------- | ------------------------- |
| 28. Juni 1936 | SC Charlottenburg | 6:5      | VfR Mannheim \|\|Dortmund |